# Opékač topinek

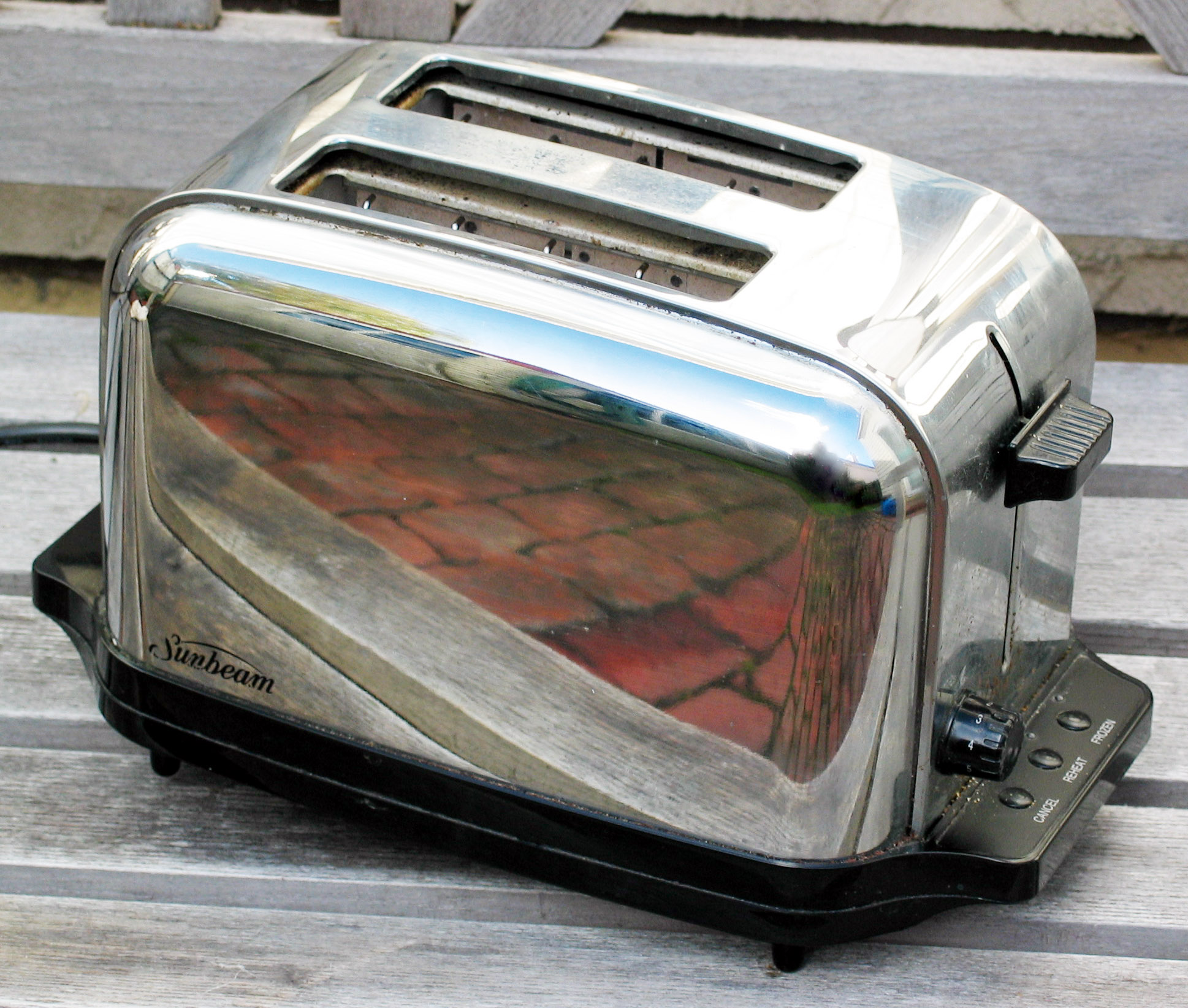

Opékač topinek je přístroj sloužící k opékání krajíců chleba (bez tuku). Typický dnes používaný přístroj má výkon 600–1200 W a připravuje topinky nebo toasty necelé tři minuty.

## Základní vlastnosti a funkce
- plynulé nastavení doby přípravy
- signalizace ukončení opékání
- možnost přípravy více topinek nebo toastů najednou
- regulace výkonu
- jednoduchá obsluha a čištění